# 2023年颱風海葵對臺灣的影響
中度颱風海葵是自2019年輕度颱風白鹿以來，首個登陸於臺灣的颱風，在此之前已經有1471天沒有任何輕度颱風以上的熱帶氣旋登陸於臺灣。颱風從臺東縣東河鄉登陸，穿越中央山脈後於高雄市梓官區出海，在高雄外海滯留一段時間後，擦過高雄與臺南的海岸線，隨後向西前往中國大陸；這次颱風在臺東吹起16級強風，對臺東及高雄的影響較為明顯，共造成143人受傷，並產生約新臺幣14億1563萬元農業損失。

## 氣候背景
受到拉尼娜现象的影響，中太平洋水溫升高且太平洋高壓型態偏弱，致使2020至2022年太平洋颱風季期間所產生的颱風路徑偏北，進而導致直接侵襲台灣、菲律賓的颱風數量皆未達到歷史的平均水準。在這三年期間，雖曾發生輕度颱風盧碧外圍環流及其引入西南氣流影響所導致的暴雨事件，但在盧碧影響台灣的期間，交通部中央氣象局在澎湖僅測得每秒15公尺的風速，台灣本島幾乎沒有一個氣象站風速達標，科學事實上不足認定其屬輕度颱風，交通部中央氣象局因此在其登陸台灣期間，維持熱帶性低氣壓的評級，直至盧碧自台灣東北角附近出海後，交通部中央氣象局指出其重新增強為輕度颱風。
交通部中央氣象局表示，台灣自2019年之後沒有颱風登陸臺灣，這段期間2020年至2022年連續三個年度無颱風登陸臺灣的紀錄為有觀測紀錄以來首度發生。隨著美國國家海洋和大氣管理局宣告2023年重回聖嬰現象，太平洋颱風季的颱風再次回到傳統西移樣式，而此次颱風海葵的登陸台灣，成為自2019年輕度颱風白鹿後，時隔1471天之後再次有颱風登陸於臺灣。

## 構成與防災措施
海葵生成於臺灣東方海面，在8月28日上午8時增強為輕度颱風，在初期預測的路徑是從琉球群島附近通過，離臺灣有相當遠的距離；之後受到太平洋高氣壓增強幅度超出預期的影響，海葵的路徑明顯地往西偏，預測路徑調整至登陸臺灣。海葵在形成初期因其距離強烈颱風蘇拉接近，被指有機會與其發生藤原效應，但最終因蘇拉移動速度較預期快，此預測並未如期發生。海葵在9月1日上午8時增強為中度颱風，穩定的向西移動，在9月3日下午3時40分登陸於臺東縣東河鄉，登陸前最近的一報，交通部中央氣象局給予十分鐘平均風速為每秒43公尺，七級風暴風半徑為180公里；在當日晚上8時於高雄市梓官出海。海葵在出海後，於台灣外海附近滯留，隨後於9月4日清晨4時在高雄市左營二度登陸，雖然當時部分媒體報導為颱風二度登陸臺灣，但當初中央氣象局的颱風警報單並未說明且表示在路徑上難斷定是否有二次登陸，在事後的資料中才描述了二次登陸；之後在上午5時減弱為輕度颱風。海葵沿著高雄、台南海岸線北上，直至4日上午7時多從台南市七股附近開始遠離海岸線，隨後才向西遠離台灣本島並逐漸通過澎湖南方海域，並在登陸中國大陸閩粵後，於9月5日上午8時減弱為熱帶性低氣壓。

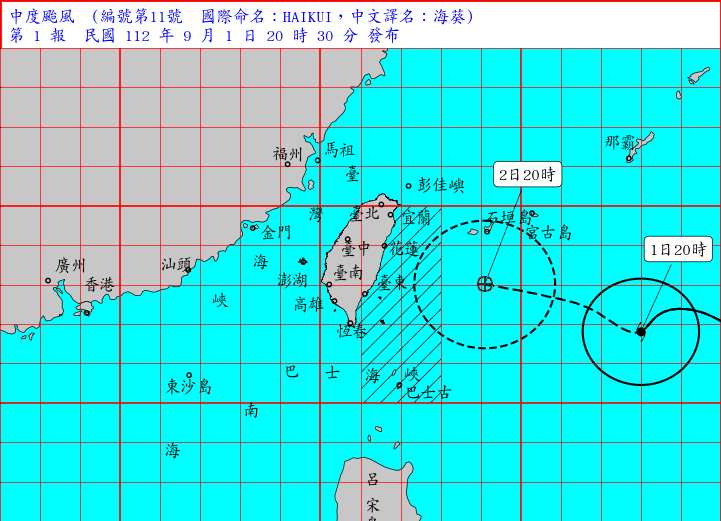
中央氣象局在9月1日晚上8時30分發出海上颱風警報

交通部中央氣象局在2023年9月1日晚上8時30分發出海上颱風警報，觀光局呼籲民眾不要前往海邊或山區活動，並關閉了許多海邊及山區的觀光景點。交通部中央氣象局在2023年9月2日上午11時30分發出陸上颱風警報，隨著暴風圈開始接觸台灣陸地，首當其衝的台灣東部以及嘉義以南的南部縣市宣布於3日停班停課；翌日海葵即將直接侵襲之際，臺中市及花蓮縣以南的台灣本島及外島共計14縣市皆宣布停班停課。
中央災害應變中心在警報期間以二級開設，中央災害應變中心副指揮官吳堂安強調會加強勸離到海邊觀浪的民眾，但仍有多名遊客在沒有發布警報的白沙灣海水浴場戲水衝浪。中華民國總統蔡英文視導中央災害應變中心時指示各單位都要加強戒備，中央地方更要齊心協力防颱。
在9月5日時因颱風已遠離，交通部中央氣象局先在上午5時30分解除陸上颱風警報，之後在上午8時30分解除所有颱風警報。中央災害應變中心則在6日下午舉行海葵颱風第14次工作會報後，表示進駐單位回歸各部會應變機制，協助地方災後重建。

## 影響
| 彭佳嶼 · 15.7 m/s板橋 · －鞍部 · 6.6 m/s竹子湖 · 4 m/s淡水 · 6.3 m/s基隆 · 7.4 m/s臺北 · 6.2 m/s新屋 · －新竹 · 6.2 m/s宜蘭 · 8.1 m/s蘇澳 · －花蓮 · 11.9 m/s成功（新港） · 24.9 m/s臺東 · 13.2 m/s大武 · 6.5 m/s蘭嶼 · 19.9 m/s臺中 · 3.2 m/s梧棲 · －日月潭 · 3.5 m/s阿里山 · 4.9 m/s嘉義 · 6.3 m/s玉山 · 15 m/s臺南 · 10.6 m/s高雄 · －恆春 · 6 m/s澎湖 · 11.2 m/s東吉島 · 24.8 m/s金門 · 9.9 m/s馬祖 · 9.5 m/s 中華民國交通部中央氣象署署屬氣象測站測得最大持續風力。圖例： · 測得5級風或以下 · 測得6至7級風 · 測得8至9級風 · 測得10至11級風 | 彭佳嶼 · 24.2 m/s板橋 · －鞍部 · 21.8 m/s竹子湖 · 17 m/s淡水 · 17.1 m/s基隆 · 17.7 m/s臺北 · 15.9 m/s新屋 · －新竹 · 17.4 m/s宜蘭 · 16.1 m/s蘇澳 · 18.3 m/s花蓮 · 21.9 m/s成功（新港） · 48.8 m/s臺東 · 30.3 m/s大武 · 18.0 m/s蘭嶼 · 33.3 m/s臺中 · 7.8 m/s梧棲 · －日月潭 · 8.6 m/s阿里山 · 17 m/s嘉義 · 12.9 m/s玉山 · 32 m/s臺南 · 21.8 m/s高雄 · －恆春 · 15.7 m/s澎湖 · 24.4 m/s東吉島 · 33.8 m/s金門 · 19.7 m/s馬祖 · 18.9 m/s 中華民國交通部中央氣象署署屬氣象測站測得最大陣風。圖例： · 測得5級風或以下 · 測得6至7級風 · 測得8至9級風 · 測得10至11級風 · 測得12至15級風 |

颱風在9月3日下午3時40分登陸於臺東縣，登陸時在台東的沿海吹起強風，在成功及綠島的部分測站測得16級陣風，使得許多路樹被強風吹倒；在成功的一個聚會所的屋頂被強風吹掀；在綠島的一間木造民宿二樓被強風吹走；在臺東市區的「鐵花村」受創嚴重，復原需要兩個多月，在豐年機場的大多數的圍欄被強風吹倒；在海端的南部橫貫公路，因當地在72小時降下504毫米的大雨而路基流失，導致利稻部落的聯外交通中斷，該部落被迫停班停課到9月7日。
航運方面，所有的船班在警報發布期間都被交通部航港局停駛。金門縣政府港務處與中國政府協調後，宣布小三通往返的五通航線全面停駛，航港局東部航務中心亦表示自台東往返蘭嶼、綠島的航班取消，澎湖縣政府旅遊處則表示，關於海運的部分，布袋航線、東吉到台南將軍航線皆停駛；空運方面，交通部民用航空局表示國內線取消226次、國際兩岸線41架次。但在3日晚間，長榮航空有兩架班次起飛至高雄，分別是上海浦東機場起飛的BR705以及由韓國仁川機場起飛的BR171，多次繞圈而最終轉降桃園機場並一度有超過5000人線上關注，有班機旅客不滿，投訴媒體其過程膽戰心驚。對此，長榮航空表示無外界傳言多次嘗試降落，兩班機各重飛一次後，即決定轉降桃園機場，並派遣交通車接送旅客回到高雄。
鐵道運輸方面，阿里山林業鐵路自3日起預防性停運，直至5日恢復。台灣鐵路管理局在3日上午預防性停駛了臺東線及南迴線的班次，隨後宣布西部幹線對號列車在3日午後停駛。隨著海葵的遠離，台鐵東部幹線及西部幹線彰化以北自4日正常行駛，西部幹線彰化以南、南迴線則於4日上午8時恢復行駛，但當日下午1時有兩班次自台東往樹林的自強號列車，分別為421次、423車次，因集電弓分別被樹枝卡住及扯落，台鐵緊急維修力拼晚間7時復駛，而南迴線全線停駛，並出動遊覽車接駁旅客。受影響區域的鐵道運輸中，僅有台灣高鐵正常行駛，台中捷運及高雄捷運則在影響期間，配合停班停課啟動班距調整。
颱風西進穿越中央山脈後在西南部近海滯留一段時間，使得高雄市在3日深夜到4日凌晨的風勢及降雨強勁；在旗津，一個愛琴海裝置藝術被強風吹倒，一群帳篷的帆布被強風吹掀，一棵百年老樹被強風吹倒；在楠梓的一間透天厝頂樓採光罩被強風吹倒；高雄市區測得80毫米的一小時累積雨量，使得多條道路淹水；在其他地區也有零星的災情，在花蓮縣卓溪有一輛小貨車被一棵被吹倒的路樹砸中，導致車上的人員受困；在宜蘭縣大同的中橫宜蘭支線安茂路段發生坍塌，導致南山、四季及安茂部落的聯外道路中斷；在屏東縣有一處配電線路因與被強風吹起的異物接觸而故障，導致鹽埔、新園、里港及高樹等鄉發生大規模的停電。
受到天文大潮的影響，屏東縣沿海的住戶擔心颱風加上大潮的影響會因發淹水，而架起了防水閘門，颱風影響期間適逢中華民國的軍人節，駐紮在臺東的國軍在當天沒有因此鬆懈，編制防災任務編組，協助居民預防性撤離；國際郵輪的行程也受到颱風的影響，停靠在基隆港的歌詩達沙倫娜號，原本9月3日要前往沖繩，因颱風影響而提前，還有停靠在高雄港的探索梦号，原本9月4日要前往香港，也因颱風影響而取消。
隨著海葵的遠離，衛生福利部疾病管制署表示，鑒於本土登革熱疫情持續升溫，估颱風過後留下較多積水容器，根據以往經驗，兩週後感染病例數將會增加；台灣血液基金會則表示，連兩天颱風假影響，原本預計可募集的捐血量短少近6000袋，對早已面臨缺血窘境的南部地區醫療用血，無疑是個致命的打擊。

## 災後調查
國家災害防救科技中心的報告指出海葵因生成於季風槽，導致颱風路徑預報有較高的不確定性，在海葵接近台灣前，各國路徑預報仍不斷修正，直到登陸前一天，數值模式才掌握到颱風會從臺灣東南部陸地登陸的訊號。據中央災害應變中心針對此颱風災害應變處置報告顯示，此次颱風共造成143人受傷、581座基地台損壞、273,889戶停電及21,463戶停水，中華民國農業部則回報是次颱風侵襲所導致的農業損失約新臺幣14億1563萬元。

## 爭議
在海葵侵襲台灣期間，宜蘭縣被納入陸上警戒區且在2日表示宜蘭地區在3日未達天然災害停止上班、上課之標準。隨著3日入夜後風雨加劇，但宜蘭縣仍未停班停課並再次宣布4日正常上班上課。宜蘭縣副縣長林茂盛於翌日接受媒體聯訪時則表示，3日晚間的預報經過討論後，因尚未達到停班停課標準，因此宣布當日正常上班上課。面對縣民在臉書就災防假的留言批評，宜蘭縣長林姿妙僅回應：「大家安全最重要」。
台中市在此次颱風侵襲期間被列入陸上警戒區，並表示是否停班停課將遵循中央法規，隨後於當晚表示中央氣象局預測距離停班停課離標準差一級，台中市政府仍決定4日放颱風假，且基於台中、彰化及南投的共同生活圈一致性，並取得共識宣布停班停課。台中市長盧秀燕亦在臉書上解釋，因為多年來沒有颱風登陸台灣，這次必須比以前更加謹慎，等到越過中央山脈，才是考驗的開始。而此次台中市政府宣布災防假，亦是自中度颱風梅姬侵襲台灣後時隔七年首次宣布。但因台中市停班停課，有民眾抱怨出門不便，反映台中市無風無雨，公車應該恢復行駛。台中市交通局長葉昭甫則回應，早班的公車司機要發車，清晨就要到班，必須顧及駕駛員的安全，即使要召喚回司機也需要備車時間。

## 註解
1. ↑  此颱風的標準為中央氣象局的定義，該機構定義為風速每小時62公里以上稱颱風[11]；若為世界氣象組織的定義，風速須達每小時118公里才可成颱風[12]，此標準即是中央氣象局之中度颱風標準[13]；若依世界氣象組織定義則要回溯到2017年中度颱風尼莎[14]

### 其他資料
- (PDF). 颱風資料庫. 中央氣象局.   [2023-09-15]. （原始内容存档 (PDF)于2023-09-14）.